# 적도좌표계
적도 좌표계는 망원경을 통한 천체 관측에서 사용되는 좌표 체계이다. 적도 좌표계에서 측량되는 각도로는 적위와 적경 그리고 시간각이 있다.

## 적위/적경

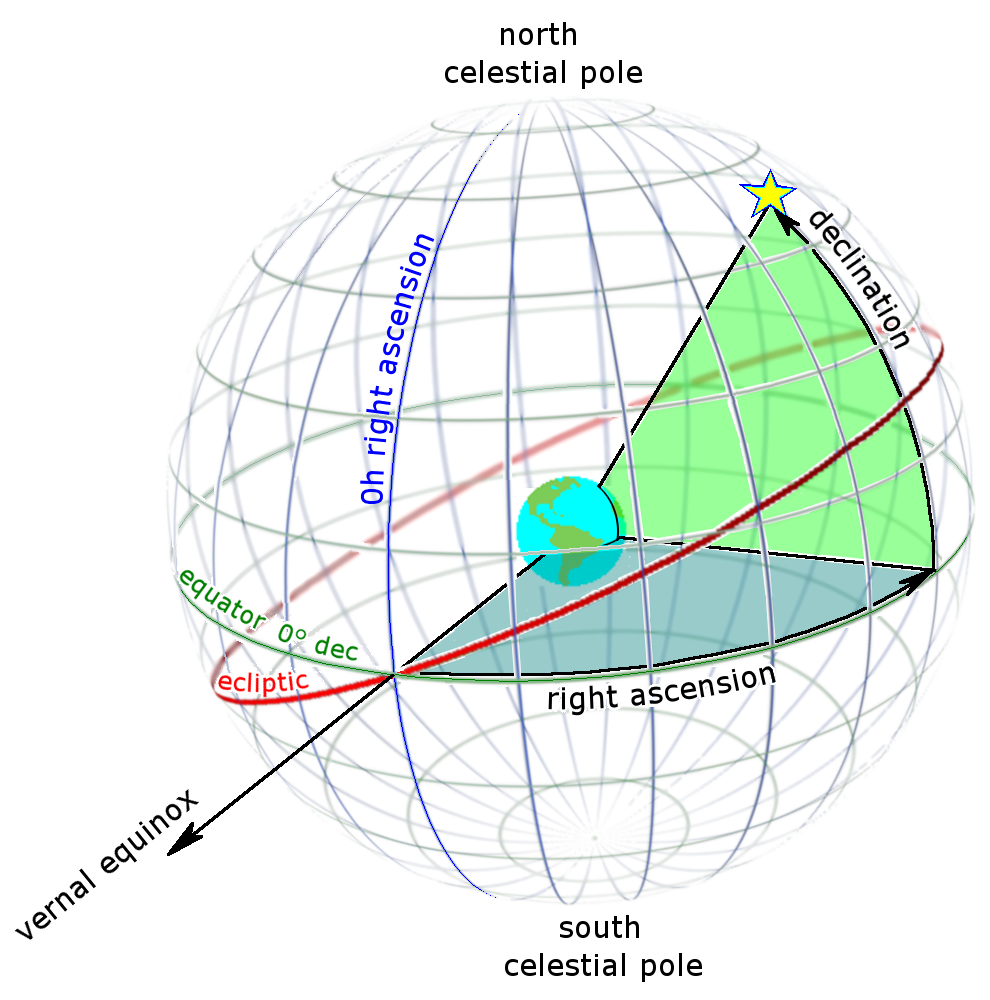
적도 좌표계. 파란색은 적경을 나타내고, 녹색은 적위를 나타낸다.

적위는 지구의 위도와 비슷한 개념이다. 천구의 적도를 0º, 천구의 북극을 +90º, 천구의 남극을 -90º로 둔 각도로 천체를 지나는 시간권을 따라 그 천체까지 잰 각이다.
적경은 춘분점을 기준으로 천체가 속한 시간권까지 반시계방향으로 잰 각이다. 적경은 춘분점으로부터 동쪽으로 0~24시로 나타낸다.

## 시간각
시간각은 남중 자오선에서 천체가 속한 시간권까지 천구의 적도를 따라 시계 방향으로 잰 각을 말한다. 항성시를 구할 때 주로 사용하며 남중한 별의 시간각은 0시이다.

## 같이 보기
- 적경
- 적위
- 춘분점
- 천구좌표계
- 지평좌표계
- 황도좌표계
- 은하좌표계
- 초은하좌표계

## 참고 문헌 및 링크
- 적도좌표계 (한국천문학회 천문학백과)
- 적도좌표계 (한국천문학회 위키천문백과사전)